# Didymocorypha
Didymocorypha — рід богомолів підродини Iridinae родини Eremiaphilidae. Єдиний рід у трибі Didymocoryphini. Містить 3 види, які поширені в Південній Азії.

## Опис
Дрібні, стрункі богомоли. Голова видовжена, з бічними лопатями тімені, що завершуються трикутними відростками, які йдуть один уздовж іншого, проте не зливаються. Фасеткові очі великі та овальні. Нижня частина лобу трапецієподібна. Передньоспинка тендітна, з майже паралельними бічними краями. Передні ноги слабкі. Передні стегна з 4 вентрально-задніми й 4 дискоїдальними шипами; передня лапка довша за гомілку, а її основний членик довший за всі інші разом. Середні й задні ноги без розширень, але з колінними шипами. Задні ноги більш потужні, стрибального типу. Самці крилаті чи безкрилі; у крилатих надкрила трохи коротші за кінець черевця, прозорі. Самиці безкрилі. Черевце довге, вузьке. Церки добре розвинені, їхні членики пласкі й широкі.

## Види та поширення
Представники роду поширені в Індії, Непалі, Китаї, на Шрі-Ланці.
- Didymocorypha lanceolata Fabricius, 1798 — Індія, Непал, Шрі-Ланка
- Didymocorypha libaii — Ендемік Китаю. Відомий лише в повіті Г'їронг Тибетського автономного району. Трапляється на високогірних луках[2].
- Didymocorypha wayanadensis[3] - Індія